# Ranieri Belforti
Ranieri Belforti (seconde moitié du XIIIe siècle-† 26 novembre 1320) est un évêque de Volterra (Ranieri IV) du 28 septembre 1301 à sa mort.

## Biographie
Ranieri Belforti est né à Volterra dans la seconde moitié du XIIIe siècle. Il est le fils de Belforte Belforti, qui appartient à une famille noble de la ville. Son frère, Ottaviano Belforti, est seigneur de Volterra en 1340.
Il exerce tout d'abord une activité politique au sein des institutions de la république de Volterra. Comme tous les membres de sa famille, il appartient au parti guelfe. À la tête du gouvernement des Anziani, il chasse de la ville en 1286 l'évêque Ranieri II Ubertini, qui avait tenté de restaurer le pouvoir politique épiscopal sur la cité, avec l’aide de familles gibelines volterranes et de milices arétines.
Par la suite, il embrasse la carrière religieuse et devient chanoine de la cathédrale Santa-Maria-Assunta de Volterra. En 1296, il réussit à accorder les diverses factions de la cité et à leur faire conclure la paix. Les exilés peuvent rentrer. Ce succès lui vaut l'estime de ses concitoyens, qui apprécient à cette occasion son caractère énergique et son intelligence.
Le pape Boniface VIII décide le 2 février 1300, au regard de la situation de l'Église locale, de se réserver la faculté de nommer l'évêque de Volterra chaque fois que le siège épiscopal sera vacant. C'est ainsi qu'il nomme Ranieri Belforti évêque de la ville (Ranieri IV Belforti) le 28 septembre 1301, après des mois de vacance. La consécration est célébrée par l'évêque de Pistoia le 3 janvier 1302. Ce choix récompense une famille noble devenue prééminente à Volterra, d’une tradition guelfe ancienne, et qui a toujours, par le passé, pris la défense des « libertés » ecclésiastiques. On ignore précisément quelles manœuvres elle employa, et quels services elle rendit à la Curie romaine pour obtenir ce siège épiscopal qu’elle convoitait depuis longtemps. On sait cependant que Ranieri Belforti, alors qu’il était chanoine, servit les ambitions de Boniface VIII en Toscane, et assista à Florence le vicaire pontifical Charles de Valois. 
L'accession au siège épiscopal de Volterra d'un membre de la famille Belforti facilite l'ascension de cette dernière. Ranieri ne se prive d'ailleurs pas de la favoriser grandement, au point que vingt ans après sa mort son frère Ottaviano est en position de s’emparer de la seigneurie de la cité.

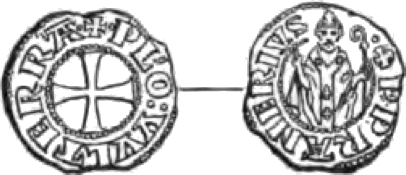
Gravure d'une monnaie frappée par la république de Volterra. Le recto représente l'évêque Ranieri IV Belforti (RANERIVS).

La première préoccupation du nouvel évêque est de reconstituer, au moins partiellement, le patrimoine épiscopal et les droits et privilèges impériaux concédés par Frédéric Barberousse et Henri VI à ses prédécesseurs Galgano Pannocchieschi (1150-1170) et Ildebrando Pannocchieschi (1185-1211). Il entame dans ce but des négociations avec la Commune de Volterra. Celle-ci est, parmi ses adversaires, la mieux disposée, ou la moins irréductible. En effet, il lève le 4 mars 1303 les excommunications qui frappent certains des dirigeants de cette cité, prononcées par son prédécesseur Ranieri II Ubertini en raison de l’occupation par la Communes du château épiscopal de Montecastelli. Les pourparlers sont engagés et il a bon espoir de voir ses intérêts progresser, lorsque les autorités de la ville sont volte-face. Il est contraint de lui faire un premier procès en 1304. Les discussions avec les Florentins n’ont pas plus de succès. Ces derniers s’opposent à toutes les revendications de Ranieri. Il doit faire appel au pape en 1305 pour obtenir la restitution de plusieurs châteaux épiscopaux concédés en usufruit par Ranieri II Ubertini à la République florentine en 1284 pour une durée de dix ans. De manière générale, il ne peut s’opposer à la puissance des Communes de Toscane, et singulièrement de Florence, avec laquelle il est pourtant lié par un traité d’alliance. Elles restent inflexibles face aux prétentions épiscopales concernant la possession des châtellenies sur lesquelles il affirme avoir des droits, de même que concernant son autorisation pour l’investiture des magistrats de ces cités et plus largement concernant tous les privilèges et juridictions qu’il prétend avoir sur ces dernières. Et ni Clément V, à qui il fait appel, ni plus tard, en 1316, Jean XXII ne sont en mesure d’obtenir pour lui de ces républiques urbaines une quelconque satisfaction.
Ces litiges fragilisent les finances de l’évêque. C’est probablement pour cette raison qu’avec l’approbation du pape (octobre 1305) il accepte la charge de conseiller que lui offre le duc de Calabre et futur roi de Naples Robert d’Anjou. Il quitte son diocèse pour près de trois années, et en laisse l’administration à un vicaire. 
Quand il revient à Volterra, il continue à lutter contre la Commune pour faire respecter ses droits, aidé en cela par sa famille et par la faction guelfe citadine. Mais il finit par se rendre compte que ses efforts sont vains. Il cherche alors, par des accords financiers, à céder à la cité sa juridiction  sur certaines châtellenies épiscopales, celles qui sont le plus contestées et qui sont cause des plus grands contentieux entre les deux parties. La première transaction dont nous avons connaissance date de 1312. Ranieri Belforti veut céder les droits de l’Église de Volterra sur le château et les hommes de Montecastelli, cause principale depuis très longtemps des mauvaises relations entre cette Église et la Commune. Il envisage soit de vendre ce château, soit de l’échanger, soit de le concéder par un bail emphytéotique. Cependant, les négociations sont très rapidement interrompues. En effet, la Curie d’Avignon s’oppose à une telle perspective. Par ailleurs, la venue en Toscane de l'empereur Henri VII cause un certain nombre de difficultés qui reléguent ces questions patrimoniales au second plan. 
En effet en 1313 l’empereur Henri VII descend en Italie. Il commande que tous les évêques, abbés, chanoines et vassaux paraissent personnellement devant lui, accompagnés de cavaliers et de soldats, afin de le seconder dans sa lutte contre les Guelfes. Ranieri Belforti est un de ceux qui refusent. L’empereur le prive alors, lui comme les autres réfractaires, de tous ses fiefs, juridictions et privilèges impériaux. Ranieri mène ainsi une politique contraire à celle de ses prédécesseurs, qui ont toujours gardé leur fidélité à l’empereur, duquel ils tiraient la légitimité de leur pouvoir temporel. Il respecte son engagement guelfe et son alliance avec Florence. 
La république de Volterra profite de cette situation pour revendiquer toutes les châtellenies et tous les droits impériaux détenus par l’évêque sur son contado. De plus, elle affirme au cardinal Pietro Colonna que doit être considérées comme nulles les sentences d’excommunication prononcées par Ranieri Belforti en défense de ses privilèges, puisque ceux-ci viennent de lui être retirés.
À la suite de cet évènement, les relations entre la Commune et l'évêque se détériorent rapidement. En 1317, Ranieri Belforti prononce l’interdit sur la cité de Volterra. La cause principale de cette condamnation est l’occupation du château épiscopal de Montecastelli par les forces de la République. En outre, les citoyens font inscrire dans les statuts de la République un certain nombre de restrictions à la liberté ecclésiastique, et le palais épiscopal est occupé et saccagé. Le gouvernement de Volterra prie le pape Jean XXII d’intercéder en faveur de la ville, en promettant de rendre le château à l’évêque et d’annuler les nouvelles dispositions statutaires. Cette requête aboutit et le pape demande à Ranieri de lever l’interdit le 22 novembre 1318.
Entre 1319 et 1320, Ranieri tente de résoudre la question récurrente de Montecastelli. Il envisage de confier ce château à la Commune de Volterra en concédant un bail emphytéotique perpétuel en échange de 16000 lires. Mais un nouveau litige naît avec la cité au sujet du partage des revenus fiscaux de la châtellenie de Ripomarancie, autre propriété à l’origine épiscopale et contrôlée largement par la Commune. Ce nouveau contentieux fait échouer toute possibilité d’accord au sujet de Montecastelli.
C’est à cette époque que de graves dissensions apparaîssent entre les grandes familles du Popolo et celles appartenant à l’ancienne noblesse citadine. Un grand nombre de ces dernières doivent quitter Volterra.  La famille Belforti fait partie du nombre. Ranieri, malgré sa position d’évêque, est également contraint de partir. 
Il mourut en exil, le 26 novembre 1320, après que la famille Belforti, comme de nombreuses autres familles nobles citadines, fut chassée de Volterra par le gouvernement issu du Popolo.